# Agresión a efigie de la Virgen
La Agresión a la efigie de la Virgen (en portugués: Chute na santa, i.e., patadas a la santa) fue un incidente que provocó una controversia religiosa que estalló en Brasil a finales de 1995, provocada por una transmisión en vivo de un ministro de la Iglesia Universal del Reino de Dios (IURD), que pateó una estatua de la Virgen Nuestra Señora de la Concepción Aparecida, santa patrona de Brasil.

## El incidente
El incidente tuvo lugar el 12 de octubre de 1995, el mismo día de la fiesta nacional en el que se celebra Nuestra Señora de la Concepción Aparecida, la santa patrona de Brasil. Esa madrugada, el O Despertar da Fé (en español: El despertar de la fe), un programa nacional de televisión en vivo por la IURD difundido por Rede Record (que pertenece a la misma iglesia), el obispo teleevangelista Sérgio Von Helder estaba expresando sus pensamientos sobre las enseñanzas de la Biblia con respecto a las "imágenes" y la "idolatría" en el día de la virgen, mostrando un icono real de la santa. Luego, mientras caminaba alrededor de la imagen, hablando de su incapacidad para ver y escuchar, comenzó a patear la imagen, proclamando su incapacidad para reaccionar porque estaba hecha de arcilla.
Al día siguiente, el Jornal Nacional de la Rede Globo denunció el incidente, causando una gran conmoción en todo el país. El evento fue percibido por los católicos como un importante acto de intolerancia religiosa, provocando una protesta pública. Varios templos de la IURD fueron blanco de las protestas y Von Helder tuvo que ser trasladado a Sudáfrica hasta el final de la controversia.

### Rivalidad de redes
Algunos vieron el incidente como otro choque entre Rede Record y Rede Globo. Unos meses antes del incidente, Globo había emitido una miniserie por Dias Gomes titulada Decadência (del español: La Decadencia), que mostró la saga de Mariel Batista (Edson Celulari) a un corrupto pastor protestante. Según un documental de Rede Record por el encarcelamiento de Edir Macedo (fundador de la IURD y propietario de Rede Record), algunas líneas del personaje se basaban en discursos públicos de él.

## Reacción
El Papa Juan Pablo II instó a los católicos a no "responder al mal con el mal". Dom Eugênio de Araújo Sales, entonces arzobispo de Río de Janeiro, fue más enfático en su discurso, diciendo que "si no controlamos nuestras emociones, existe el riesgo de una guerra santa".
El presidente Fernando Henrique Cardoso, cuando le preguntaron sobre el incidente, dijo que "Brasil es un país democrático, conocido por su tolerancia" y que "cualquier manifestación de intolerancia duele al unísono su espíritu, así como su espíritu cristiano".